# Ali Rıza Vuruşkan
Ali Rıza Vuruşkan fue un oficial del Ejército de Turquía que se desempeñó como primer comandante del Türk Mukavemet Teşkilatı (TMT).
Participó en la guerra de Corea como parte del contingente turco, donde adquiriría experiencia en guerra de guerrillas.
Con el nombre clave Bozkurt ó Akınjı, fue designado para conducir el TMT en julio de 1958. Vuruşkan ingresó por el aeropuerto de Nicosia el 30 de ese mes con el nombre de Ali Conan, bajo la cobertura de inspector de bancos. Ese apellido respondía al nombre de la altura que debió defender junto a sus hombres en la guerra de Corea.
Su historia ficticia se mantendrá durante toda su estadía en la isla hasta 1960. Junto a él ingresaron los teniente coroneles Necmettin Erce y Şefik Karakurt y los capitanes Mehmet Özden y Rahmi Ergün.
El 1 de agosto de 1958 se reúne con los líderes locales turcochipriotas Rauf Denktash y Osman Örek en Kazafani (Ozanköy). A partir de entonces comienza la organización del TMT en células secretas de 4 hombres, con un solo contacto externo. El mismo Vuruşkan solo será reconocido por un pequeño número de altos dirigentes de su organización.
Con motivo del golpe de Estado de marzo de 1960 en Turquía, es relevado del puesto y regresa a ese país.
En el año 1964 vuelve a Chipre a hacerse cargo de unos 500 combatientes en la defensa del Enclave de Kokkina durante el enfrentamiento en ese lugar. Esto lo hace el 1 de agosto junto con Rauf Denktash y unos 60 estudiantes voluntarios.
Ya retirado con el grado de coronel fallece en Ankara, donde es enterrado en el cementerio militar.